# Azienda ospedaliera Civico e Benfratelli
L'Azienda Ospedaliera di Rilievo Nazionale e di Alta Specializzazione "Civico Di Cristina e Benfratelli" - nota anche come ARNAS Civico - è un ente sanitario pubblico con sede a Palermo che raggruppa i presidi ospedalieri "Civico e Benfratelli" e "Giovanni Di Cristina", entrambi siti nel capoluogo della Sicilia.

## Storia
Il primo ospedale nasce nel 1429 come "Ospedale Grande e Nuovo" di Palermo a opera dei benedettini, con sede a palazzo Sclafani.

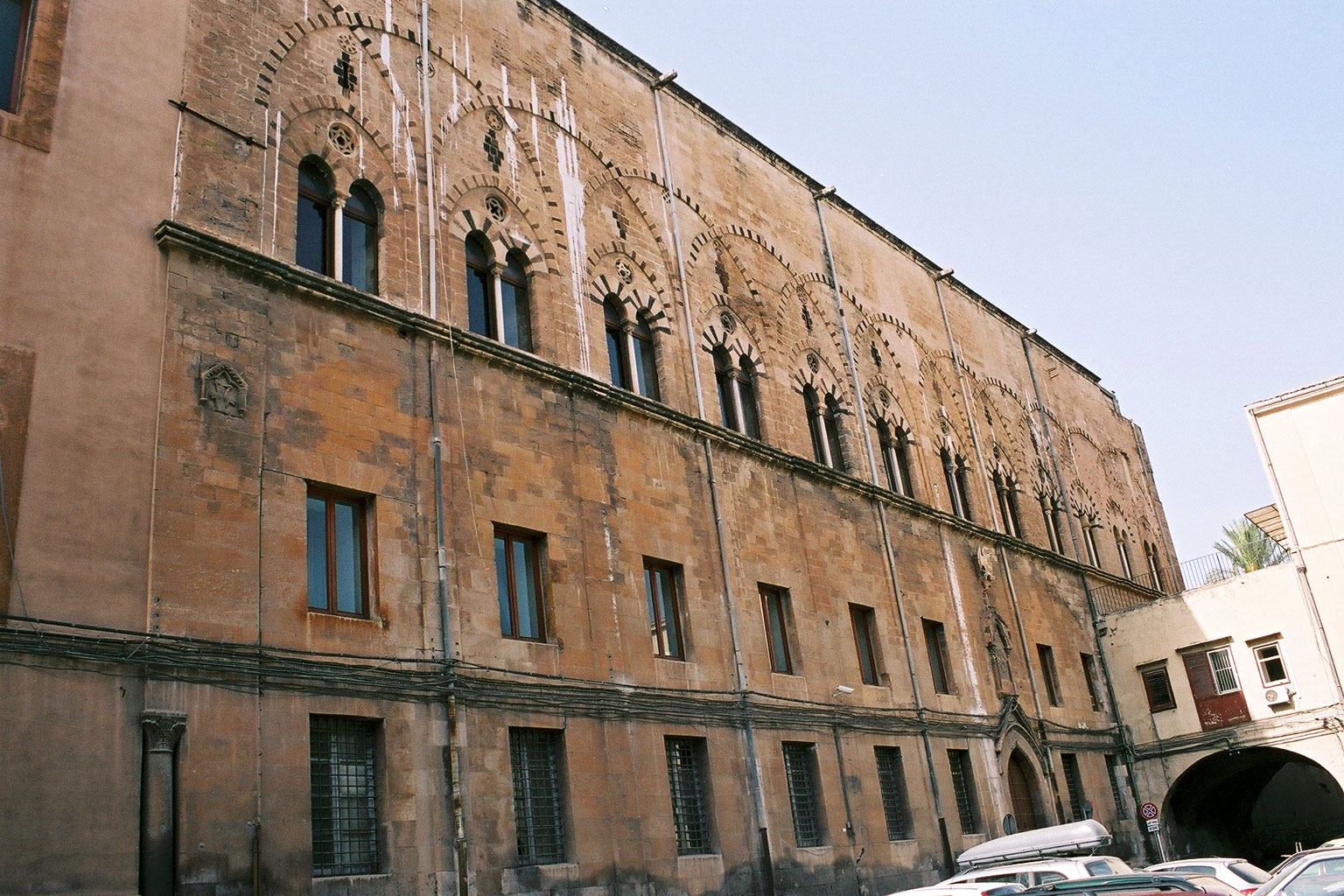
Palazzo Sclafani, prima sede dell'ospedale

Quando nel 1805 l'Accademia degli studi di Palermo fu trasformata in Università, l'insegnamento della Medicina fu ospitato in questo ospedale.
Intorno al 1850 l'ospedale fu denominato "Civico", a sottolineare che dipendeva dall'amministrazione comunale. Nel 1852 l'istituzione ospedaliera fu trasferita da palazzo Sclafani nei locali della casa gesuitica di San Francesco Saverio.
Nel 1870 incorporò l'ospedale Fatebenefratelli, e due anni dopo assunse le denominazione "Civico e Benfratelli".
Nel 1907 il presidente dell'ospedale, Ignazio Florio jr, iniziò la costruzione dell'attuale struttura, che fu definitivamente trasferita in quei locali negli anni '30, mentre nel 1933 fu costituito il "Consorzio provinciale per lo studio e la lotta contro il cancro" guidato da Maurizio Ascoli, poi ospedale "M. Ascoli". Nel 1945 iniziò l'ampliamento dell'ospedale con la costruzione di altri padiglioni.
Nel 1969 fu definito dalla Regione "Centro ospedaliero specializzato per la cura dei tumori", per essere nel 2010 accorpato al Civico come suo riferimento oncologico.
Con decreto del Presidente del Consiglio dei Ministri del 31 Agosto 1993, all'ospedale Civico e Benfratelli fu accorpato l'ospedale dei bambini "G. Di Cristina" (nato nel 1882 come ospedale pediatrico) e identificato come "Ospedale di Rilievo Nazionale e di Alta Specializzazione".
In collaborazione con l'Università di Pittsburgh e l'ospedale "Cervello", l'azienda ospedaliera ha costituito nel 1995 la società di diritto civile a responsabilità limitata Istituto Mediterraneo per i Trapianti e le Terapie ad alta specializzazione (IsMeTT), che dal 1999 svolge la sua attività all'interno dell'ospedale "Civico".
Nel 2009 con la riforma sanitaria della Regione Siciliana (legge regionale n.5 del 14-04-2009) assume la denominazione "Civico Di Cristina Benfratelli" e nel 2017 viene individuato come DEA di II livello.
È sede del Coordinamento regionale prelievo e trapianto d'organo (CRT) e di quello del servizio d'emergenza urgenza "118".

## Strutture
- Ospedale generale "Civico e Benfratelli" - piazza Nicola Leotta, 4
- Ospedale specializzato pediatrico "Giovanni Di Cristina" - via dei Benedettini, 5
- Centro Oncologico "Maurizio Ascoli" - Padiglione 15, piazza Nicola Leotta, 4